# Draga Lukovdolska
Draga Lukovdolska – wieś w Chorwacji, w żupanii primorsko-gorskiej, w mieście Vrbovsko. W 2011 roku liczyła 19 mieszkańców.